# Don't Kill It - Il cacciatore di demoni
Don't Kill It - Il cacciatore di demoni (Don't Kill It) è un film del 2016 diretto da Mike Mendez ed interpretato da Dolph Lundgren.

## Trama
Un antico demone fa la sua comparsa in una
cittadina del Mississippi, lasciando dietro di sé una lunga
scia di morte e distruzione.
Le uniche speranze di sopravvivenza risiedono in Jebediah Woodley un cacciatore di creature diaboliche che tempo prima si era ritrovato faccia a faccia con la stessa terribile entità. Con l'aiuto dell'agente FBI Evelyn Pierce e del capo Dunham, Woodley tenta di individuare e distruggere il demone una volta per tutte, prima che sia troppo tardi.

## Produzione
Il budget del film è stato di 1 milione di dollari

## Promozione
Il primo trailer del film viene diffuso il 20 settembre 2016

## Distribuzione
L'Archstone Distribution ha acquisito i diritti della distribuzione mondiale il 27 maggio 2015, durante i quali è stato annunciato che avrebbero avviato le vendite al Festival di Cannes 2015. Don't Kill It ha avuto la sua première mondiale il 27 agosto 2016, al Fantasy Filmfest di Amburgo in Germania. La prima mostra nordamericana è stata il 26 settembre 2016 al Fantastic Fest film festival di Austin in Texas. La pellicola è stata distribuita in un numero limitato di sale cinematografiche statunitensi ed in video on demand il 3 marzo [017.
Mentre in Italia è uscito direttamente in home video il 23 gennaio 2018 da CG Entertainment e Minerva Pictures.